# Могольско-сефевидская война (1649—1653)
Война Великих Моголов и Сефевидов 1649—1653 годов велась между империями Великих Моголов и Сефевидов на территории современного Афганистана. Пока моголы воевали с узбеками, армия Сефевидов захватила город-крепость Кандагар и другие стратегические города, контролировавшие регион. Моголы попытались вернуть город, но их усилия оказались безуспешными.

## Предыстория
Сефевиды имели территориальные претензии на Кандагар со времен правления шаха Тахмаспа. Известно, что свержение Хумаюна, императора Великих Моголов, получило поддержку шаха Тахмаспа в обмен на его разрешение Сефевидам захватить Кандагар. Впоследствии в регионе возникли конфликты во время правления другого могольского императора Джахангира.
С 1638 года, когда курдский перебежчик Али Мардан-хан передал Кандагар Шах-Джахану, и Кабул, и Кандагар находились под контролем Великих Моголов. Для империи Великих Моголов считалось жизненно важным, чтобы города-близнецы-«ворота» в Индостан, то есть Кабул и Кандагар, были приведены под власть Великих Моголов по двум основным причинам. Во-первых, империя Великих Моголов в Индии часто рассматривалась ими как болезненно малая компенсация за потерю своей древней тимуридской столицы — Самарканда — из которой они были изгнаны узбеками. Помимо внутренней административной повестки дня, моголы всегда считали приоритетным расширение западных границ империи в ходе завоевания. Во-вторых, среднеазиатская торговля обеспечивала моголов боевыми конями, без которых не только военные силы были бы небоеспособны, но и потенциально могли спровоцировать племенные восстания и иностранные вторжения. Кандагар, в частности, находился на перекрестке ряда крупных торговых путей в Центральной Азии. Таким образом, эти два города были предметом глубокой стратегической озабоченности.
В феврале 1646 года могольский император Шах-Джахан направил армию численностью 60 000 человек в Кабул, а оттуда в Бадахшан и Балх, главнокомандующим которой стал его сын, принц Мурад Бакш. Это было сделано в поддержку Назра Мухаммеда и его сына Абд аль-Азиза против токай-тимуридского правителя Балха. Однако Назр Мухаммад и Абд аль-Азиз после окончания похода предали Моголов и бежали в Исфахан. Последующая Балхская кампания 1647 года против них во главе с Аурангзебом обошлась империи Великих Моголов в 20 миллионов рупий вместе с недавно приобретенными Балхом и Бадахшаном.
В 1639 году войска персидского шаха Сафи захватили Бамиан, и казалось, что они нападут на Кандагар. В 1646 году Шах-Джахан, которому помогали Камран-хан и Малик Магдуд, двинулся на Кандагар и договорился о капитуляции с персидским полководцем Али Мардан-ханом. Он ожидал, что персы попытаются вернуть город в ближайшее время, и поэтому он приказал быстро отремонтировать стены, в то время как большая армия Великих Моголов, базирующаяся в Кабуле, защищала этот район. В 1646 году, когда персидское нападение не произошло, могольский император послал своего сына Мурада Бакша вторгнуться в контролируемый узбеками Бадахшан. В следующем году принц Аурангзеб разбил узбекское войско за пределами Балха и захватил город. Несмотря на победу в поле, моголы не смогли обеспечить завоеванные территории, и Шах-Джахан был вынужден отозвать свои войска из Бадахшана.

## Война
4 апреля 1648 года персидский шах Аббас II, воодушевленный поражением моголов в Бадахшане, выступил из Исфахана с армией в 40 000 человек. Захватив Бост, он осадил Кандагар 28 декабря и легко захватил его после короткой осады 22 февраля 1649 года . Катастрофа Балхской кампании серьёзно ослабила позиции моголов на границе. Короткая продолжительность осады Кандагара — два месяца — свидетельствует об уязвимости моголов в Афганистане. Моголы попытались вернуть город в 1651 году, но наступление зимы вынудило их приостановить осаду.

## Осады Кандагара
Могольский император Шах-Джахан послал своего сына Аурангзеба с 50-тысячной армией отбить город, но, хотя он победил персов за пределами города, он не смог взять его. Его артиллерийский парк оказался неспособным выполнить эту задачу. Аурангзеб снова попытался взять город-крепость в 1652 году. Абдул Азиз, хан Бухары, заключил союз с шахом Аббасом, и в мае 1652 года он направил 10 000 солдат в Кабул, чтобы нарушить линии снабжения Великих Моголов. Несмотря на то, что узбеки были недостаточно сильны, чтобы снять осаду, они подвергли опасности могольский конвой из 2000 человек, который сопровождал полтора миллиона серебряных монет для армии осаждающих в Кандагаре. После двух месяцев борьбы с персидским сопротивлением и растущей активности узбеков Аурангзеб был вынужден отказаться от кампании.
В 1653 году Шах-Джахан послал старшего сына и наследного принца Дару Шикоха с большой армией и двумя самыми тяжелыми артиллерийскими орудиями империи, но после пятимесячной осады моголам не удалось заморить город голодом, и попытка пробить их стены пушечным огнем также провалилась. Моголы в конце концов отказались от всех попыток вернуть Кандагар.

## Роль окружающей среды и климата
Племена региона Гиндукуша часто были мятежными и их приходилось постоянно усмирять, дисциплинировать или уничтожать. Их набеги на могольские линии снабжения и передовые отряды были катастрофическими для армии. Иногда эти группы бойцов были независимыми, а иногда действовали в координации с узбеками. Приобретение наличных денег для армии было чрезвычайно трудным из-за различий в денежной инфраструктуре между могольской Индией и Афганистаном, поэтому армия была вынуждена тащить слитки и наличные деньги через крутые перевалы и узкие ущелья гор Гиндукуш.
Кроме того, местность и климат Гиндукуша и за его пределами печально изнурительны. Ни набеги на районы, ни получение земельных доходов от завоеванных районов ни в коем случае не были чрезмерно вознаграждены солдатами из-за умеренного сельскохозяйственного производства в этом районе. Не было эквивалента местных индийских перевозчиков зерна, банджаров. Кроме того, из-за постоянных набегов узбекских войск и местных племенных групп было очень мало возможностей для фуражирования. Свирепость афганской зимы ещё больше усугубила эти беды. Зимние месяцы означали серьёзный разрыв транспорта через Гиндукуш, что сыграло важную роль в провале нескольких кампаний Великих Моголов против Сефевидов в Центральной Азии.